# Astronia
Astronia là chi thực vật có hoa trong họ Mua.